# Familia de Abos y Padilla
La familia de Abos y Padilla, también conocida como de Abós y Padilla, Abós-Padilla o Abos-Padilla.

## Origen
Es una familia originaria de España, producto del matrimonio de Jorge de Abós y Escobedo y María Padilla Gonzáles de Espinoza de los Monteros, nieta de Juan Bartolomé de Padilla Guardiola y Guzmán, I  Marqués de Santa Fe de Guardiola, quien fuera bisnieto de Pedro López de Padilla, Adelantado Mayor de Castilla y de Juan Pacheco, I  Marqués de Villena, I conde de Xiquena y I  Duque de Escalona, Camarero mayor del Príncipe, Mayordomo Mayor del Rey, Merino mayor de Asturias, Adelantado mayor de Castilla y Maestre de la Orden de Santiago.
Del matrimonio entre Jorge de Abós y Escobedo y María Padilla Gonzáles de Espinoza de los Monteros nacen: Nicolás y Fernando de Abós y Padilla Espinoza de los Monteros. 
- Nicolás de Abós y Padilla Espinoza de los Monteros, ingeniero del Real Cuerpo de Ingenieros Militares de España, caballero de la Orden de Calatrava, emigra a América en el siglo XVIII. Primero se establece en Lima, Virreinato del Perú para luego ser destinado a la La Frontera en la Capitanía General de Chile en el marco de la Guerra de Arauco.[1]

- - Uno de sus nietos, José Nicolás de Abos y Padilla, vivió en América Central. La familia de Nicolás de Abós y Padilla sirvió al Imperio Español incluso hasta después de la Independencia de América. Sus descendientes viven hoy en América Central y Chile.[2]

- Fernando de Abós y Padilla Espinoza de los Monteros, tuvo dos hijas, Antonia y Juana de Abos y Padilla Ramirez de Arellano, sin embargo los hijos de Antonia conservaron el apellido de Abos y Padilla.